# Arbanija
Arbanija (italsky Albania) je vesnice a přímořské letovisko v Chorvatsku v Splitsko-dalmatské župě, spadající pod opčinu města Trogir. Nachází se na ostrově Čiovo, asi 4 km jihovýchodně od Trogiru. V roce 2011 zde trvale žilo 374 obyvatel.
Dopravu ve vesnici zajišťuje především silnice D126, která ji propojuje s letovisky Mastrinka a Slatine.